# Pressbaum
Pressbaum ist eine Stadtgemeinde mit 7932 Einwohnern (Stand 1. Jänner 2025) im Bezirk St. Pölten in Niederösterreich.

## Geografie
Pressbaum liegt am Hauptkamm des Wienerwaldes im Industrieviertel. Im Gemeindegebiet entspringt die Wien, die durch das von ihr gebildete Wiental bis in den Wiener Donaukanal fließt. Pressbaum selbst liegt zum größten Teil im Wiental und in anschließenden Seitentälern wie der Pfalzau, dem Weidlingbachtal und der Brentenmais. An manchen Abschlüssen der Täler liegen Sättel wie der Rauchengern, der Hengstl oder der Rekawinkler Berg. Höher gelegene Ortsteile sind Dürrwien, Haitzawinkel, in der Bonna, Rekawinkel und Schwabendörfl, wobei letztere beiden direkt am Hauptkamm des Wienerwaldes liegen. Die Fläche der Stadtgemeinde umfasst 58,87 Quadratkilometer, 78 Prozent der Fläche sind bewaldet.
Die bekanntesten Erhebungen sind der Pfalzberg, der Bihaberg, der Saubühel und der Karriegel. Der höchste Punkt im Gemeindegebiet ist der Jochgrabenberg mit 645 m ü. A.

### Gemeindegliederung
Das Gemeindegebiet umfasst folgende Ortschaften (in Klammern Einwohnerzahl Stand 1. Jänner 2025):
- Au am Kraking (5) samt In der Au, In der Bonna und Rauchengern
- Pfalzau (549) samt Fellinggraben, Klaushäuseln, Ober Kniewald, Pfalzberg, Schwabendörfl und Unter Kniewald
- Pressbaum (6624) samt Bartberg, Bihaberg, Brentenmais, Dürrwien, Frauenwart, Haitzawinkel, Offene Meidling, Wallner und Weidlingbach
- Rekawinkel (754) samt Am Hagen und Sonnleiten

Die Gemeinde besteht aus den Katastralgemeinden Au am Kraking, Preßbaum und Rekawinkel.

### Nachbargemeinden
| Asperhofen                | Sieghartskirchen (TU)                       | Tullnerbach |
| Maria Anzbach, Eichgraben | Kompassrose, die auf Nachbargemeinden zeigt | Purkersdorf |
| Altlengbach               | Klausen-Leopoldsdorf (BN)                   | Wolfsgraben |

## Geschichte

### Altertum und Mittelalter
Das Gebiet dürfte nach Fundstücken (Beilfund) zu schließen möglicherweise schon in der Jungsteinzeit besiedelt gewesen sein. Im Altertum gehörte das Gebiet des heutigen Pressbaum zum keltischen Königreich Noricum, nach dessen Eingliederung ins Römische Reich zur Provinz Noricum und später zur Provinz Pannonia. Mehrere Fundzeugnisse, so ein in an der Gemeindegrenze (bereits in Sieghartskirchen) gelegenes Grab, das so genannte „Römergrab“, weisen auf Zivilisationsspuren aus jener Zeit hin, in der dieser Teil des Wienerwaldes sowohl Rückzugsgebiet für die ursprünglich kelto-illyrische Bevölkerung, als auch Neusiedlungsgebiet für altgediente römische Soldaten (Romanes) war. Ein weiteres Grab in diesem Kontext wurde im Zuge des Straßenbaus der Straße von Rekawinkel nach Kogl gefunden, jedoch durch den Straßenbau zerstört. Ob das heutige Gemeindegebiet in der Zeit der Römer von Verkehrslinien, wie Wege oder Straßen berührt wurde, ist nicht klar. Jedenfalls lag die Grenze zwischen den Provinzen Noricum und Pannonien am Hauptkamm des Wienerwaldes (Cetius Mons), der durch das heutige Gemeindegebiet führt. Bis heute hat sich diese Grenze erhalten und zwar als Diözesangrenze der katholischen Kirche: Pressbaum gehört zur Diözese Wien, die westliche Nachbargemeinde Eichgraben zur Diözese St. Pölten.

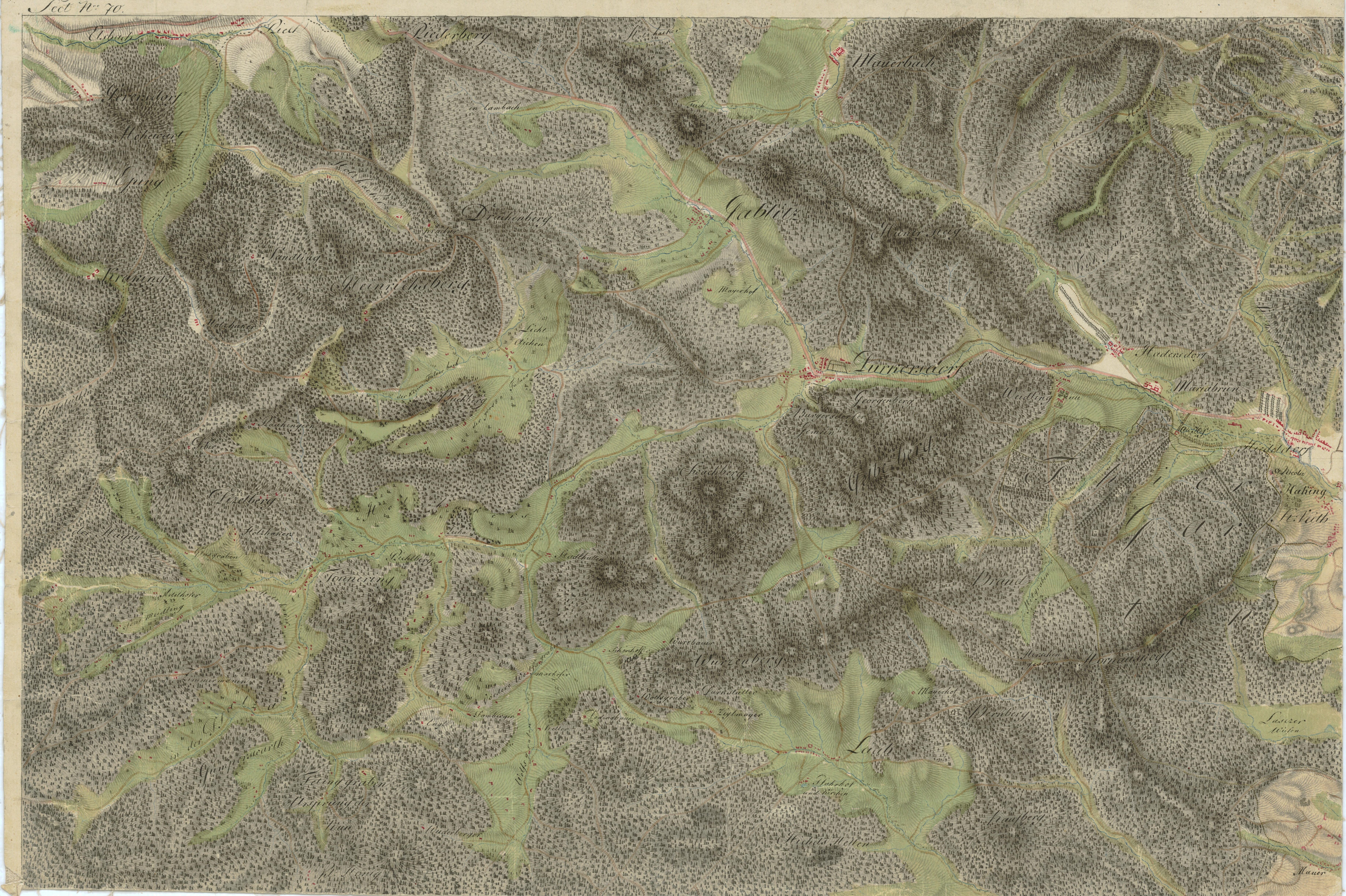
Um 1790 war die Gegend von Preßbaum unter „Tonnering“ beschrieben (Mitte links), südlich davon die damals angenommene Quelle des Wienflusses (Josephinische Landesaufnahme)

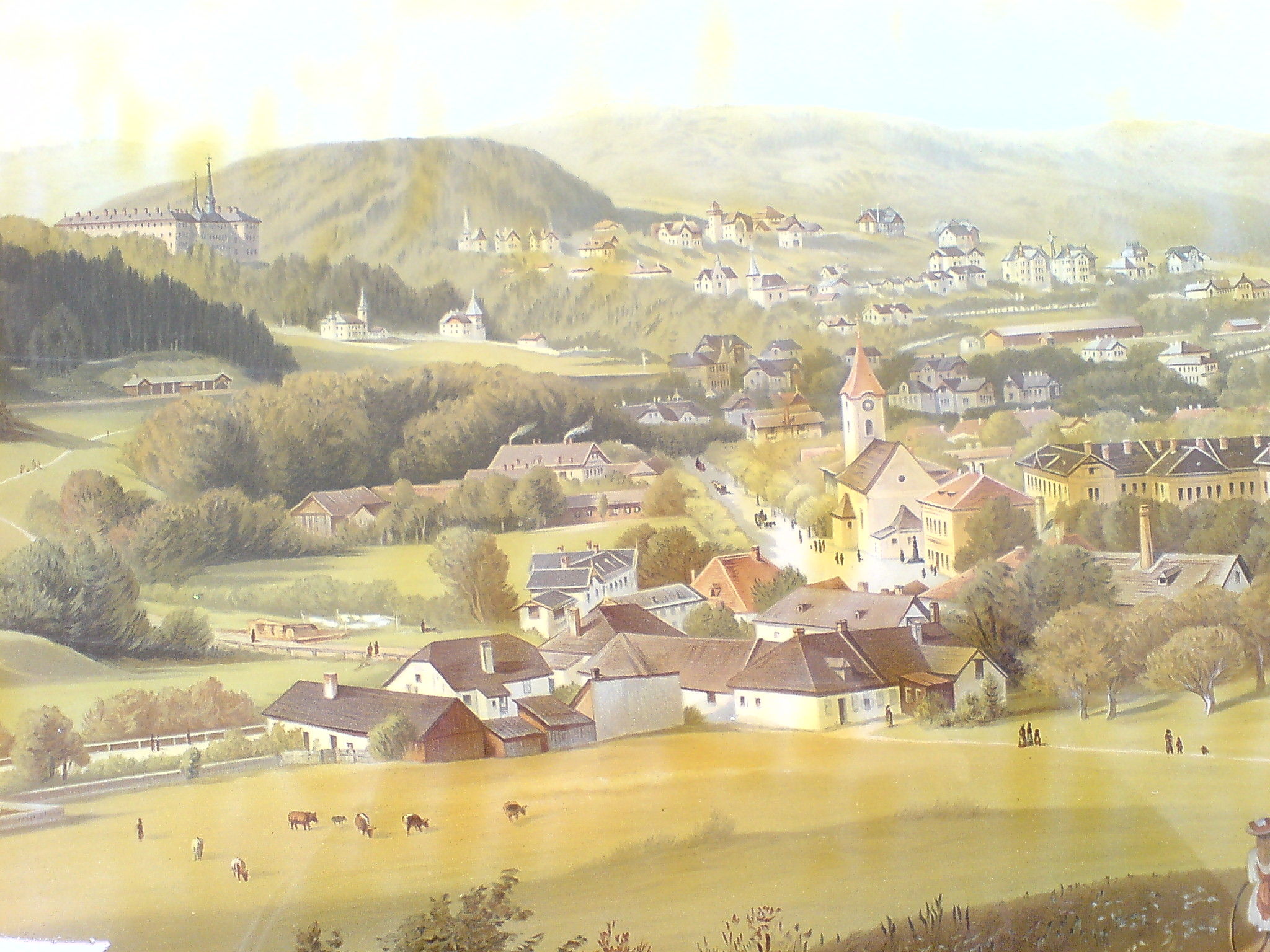
Pressbaum um 1900, Ausschnitt aus einer Lithographie nach einem Gemälde von Giovanni Varrone (Privatbesitz). Zu sehen sind das Zentrum mit der alten Kirche, der Volksschule, der damals neu errichteten Westbahn und dem Kloster Sacré Coeur.

Zur Zeit der Völkerwanderung war der Wienerwald und damit auch das Gemeindegebiet des heutigen Pressbaum nach Westen hin Grenze sowohl des Reiches der Awaren als auch der Ungarn. Auf diese Zeit weist noch die Flurbezeichnung „Am Hagen“, anspielend auf eine Verschanzung, hin.

### Frühe Neuzeit
Bis 1572 ist die weitere Geschichte der Gegend im Unklaren, war der Wienerwald doch herrschaftlicher Bannwald und damit nicht der Öffentlichkeit zugänglich, was wahrscheinlich auf Grund des Urwaldcharakters auch nicht so leicht möglich war. Kaiser Maximilian II. ordnete 1572 erstmals eine dokumentarische Aufnahme des Gebietes in Form eines Waldbuches an, zuständig war das Kaiserliche Waldamt im Schloss Purkersdorf. In diesem Buch werden auch erstmals auch heute noch bekannte Flurbezeichnungen des Gemeindegebietes genannt. Aus den beiden Ämtern „Anzbacher Amt“ und „Koglinger Amt“ des insgesamt zwölf Ämter umfassenden Wienerwaldes entwickelte sich im Laufe der Zeit das Gemeindegebiet von Pressbaum.

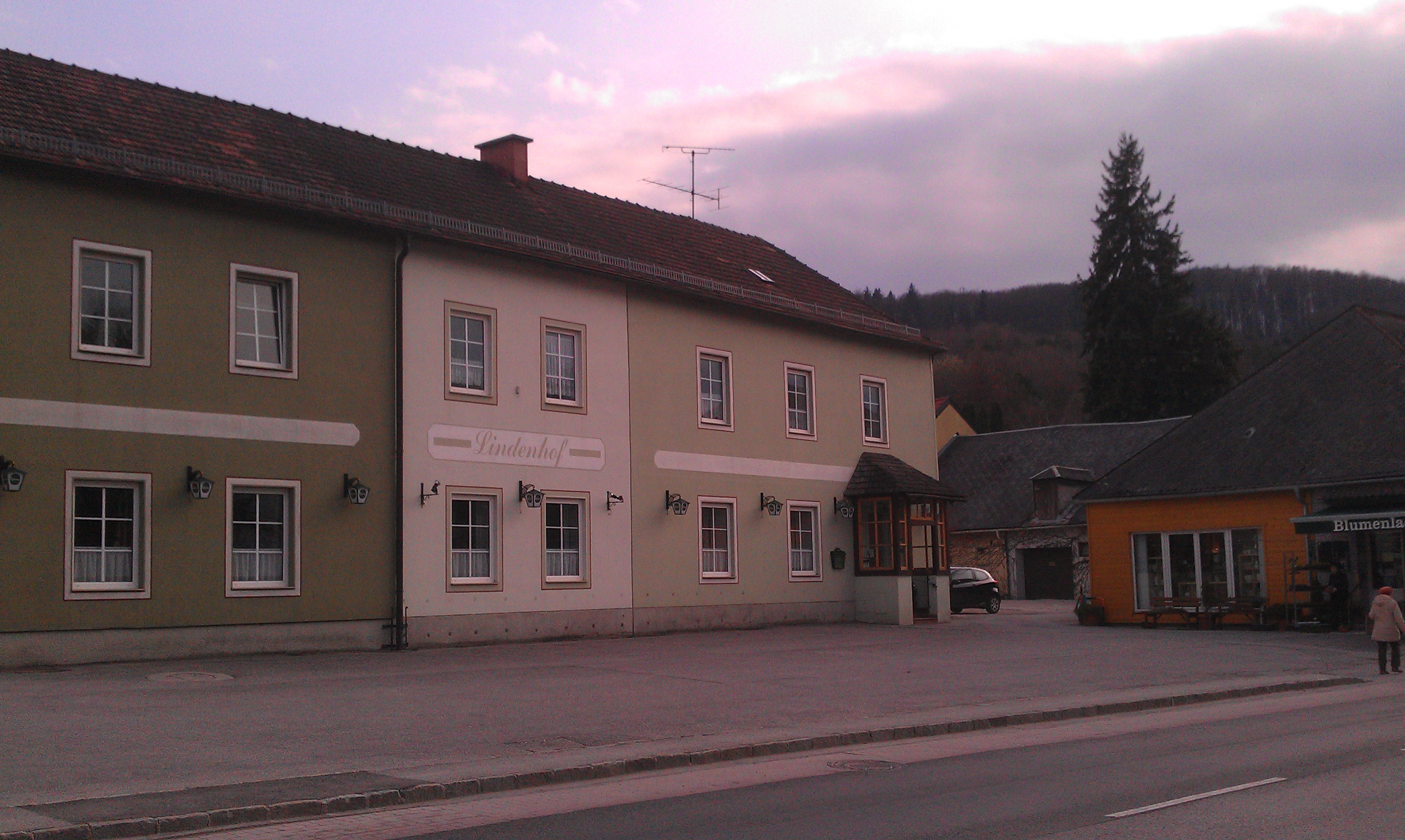
Das vermutlich älteste Haus Pressbaums, der heutige „Gasthof Lindenhof“, ursprünglich im Besitz des Försters Tanner, nach dem dann der Ort auch lange als „Tannerin“ oder „Tonnerin“ bezeichnet wurde. Das Haus wurde seither sicher mehrmals umgebaut und erweitert.
Die Unterstellmöglichkeit für Pferde und Kutschen (rechts) ist heute ein Blumengeschäft.

Es heißt, dass nach der Ersten Wiener Türkenbelagerung aus Wien geflüchtete Bewohner die Ersten waren, die im heutigen Pressbaum ansässig wurden, jedenfalls stammen aus der Zeit danach die ersten datierten Bauwerksteile (Durchzugsbalken von 1609) und die erstmalige Flurbezeichnung „Pressbaum“ findet sich 1633. Die Bevölkerung setzte sich vor allem aus Wald- und Forstarbeitern zusammen, die aus den Gebieten Salzburg, Oberösterreich, der Steiermark sowie aus Bayern und Schwaben hier angesiedelt wurden.
1675 wurde Paul Tanner (oder Thonner) Förster des Anzbacher Amtes und ersuchte aus diesem Grund, sich in seinem Arbeitsgebiet ansässig machen zu dürfen. Mit der erhaltenen Genehmigung errichtete er das erste Haus, das „beim Pressbaum“ gelegen war, das heutige Gasthaus Lindenhof, welches damit wahrscheinlich das älteste Haus der heutigen Gemeinde ist. Daher rührt auch die bis ins 19. Jahrhundert geläufige Bezeichnung „Tonnerin“, „Tannerin“ oder „Tannering“ für Pressbaum. 1681 übernahm Christian Pezzelberger das Forstamt. Er war es, der das Ersatzheer der Allianz – bestehend aus Truppen aus Österreich, Polen, Bayern und Baden, das sich gegen die Wien belagernde Armee der Osmanen in Tulln sammelte – über den Hauptkamm des Wienerwaldes zur Schlacht am Kahlenberg führte.
Im Zuge der kriegerischen Handlungen der Zweiten Türkenbelagerung Wiens, vor allem durch umherstreifende Tataren, die Pressbaum von Südwesten aus Hochstraß kommend erreichten, mehr aber noch durch die einige Jahre zuvor wütende Pest, wurde die Bevölkerung Pressbaums schwer in Mitleidenschaft gezogen. So wurden neuerlich Holzarbeiter aus Oberösterreich und der Steiermark angesiedelt, die gegen eine bestimmte Leistung von Rodungsarbeit je nach Größe (1/4, 1/2 und 1 ganze) „Duckhütten“ errichten und mit entsprechendem Grundstück bewirtschaften durften. Diese so genannten Hüttler bildeten den Kern der damaligen Einwohner.

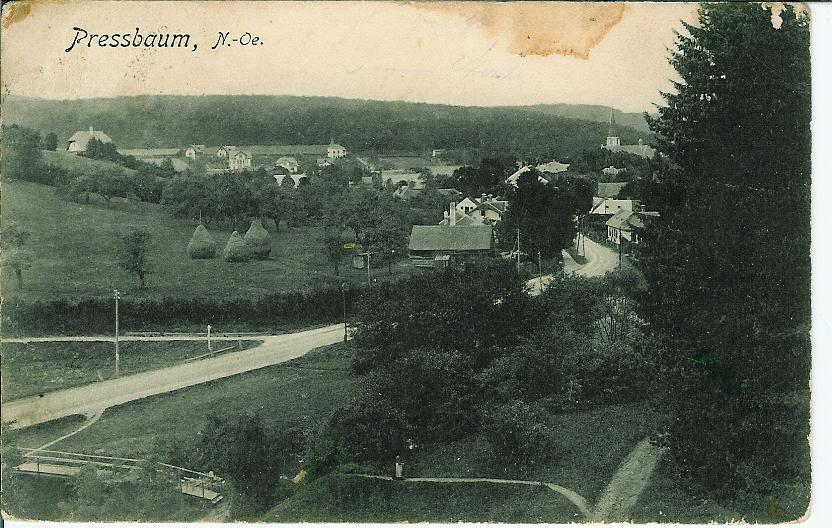
Pressbaum um 1900, vom Talausgang der Pfalzau aus gesehen. In der oberen Bildhälfte befindet sich heute die Autobahnbrücke der A 1 über dem Tal.

### 18. Jahrhundert
Die weitere Zeit bestimmte vor allem die Holzgewinnung und die Köhlerei das Leben der Region. Das geschlägerte Holz wurde mittels eigens dafür errichteten Anlagen den Wienfluss hinunter getriftet, wo es dann vor allem in Wien weiterverarbeitet wurde.
1713/14 wütete abermals die Pest im Gebiet und die Einwohner durften den Ort aus Quarantänegründen nicht verlassen. Deswegen baten sie um Erlaubnis, eine eigene Kapelle errichten zu dürfen, da der bis dahin wöchentliche Kirchgang nach Purkersdorf nicht möglich war. Der Legende nach trafen sie sich bis dahin immer dazu „beim Pressbaum“, einem für eine Mostpresse bestimmten, geschlägerten und nie abgeholten Baum. 1723 wurde die daraufhin errichtete Kapelle für öffentlich erklärt und 1730 konnte die diese ersetzende erste Kirche eingeweiht werden.
1783 Erhebung zur Pfarre.

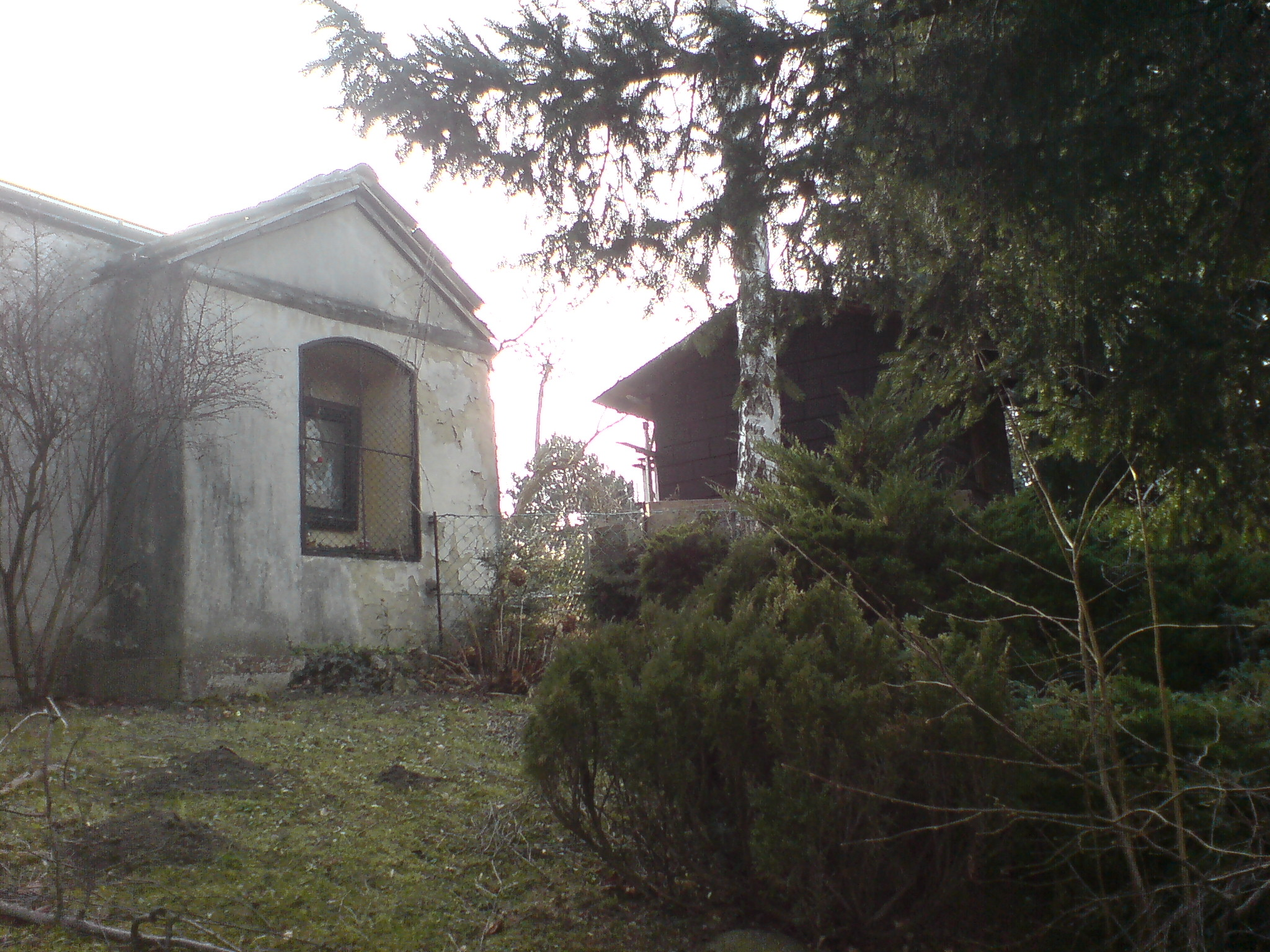
Franzosengrab, steht auf Privatgrund in der Uferzeile.

Die Durchzüge der französischen Armee unter Napoleon, die 1805 und noch einmal 1809 den kürzesten Weg durch den Wienerwald über Eichgraben nehmend durch Pressbaum zog, waren wiederum einschneidende Erlebnisse für das inzwischen zu einem typischen Wienerwald-Holzfällerdorf angewachsenem Pressbaum. Der Legende nach wurden Josef Schönach und Michael Helm im Tal Pfalzau hingerichtet, wovon das von Rudolf Pleban gestaltete und an jener Stelle errichtete Franzosenkreuz erzählt. Ein weiteres Opfer der Franzosen war der Dorfschullehrer Josef Peschka. Auf heutigem Privatgrund steht ein anderes Denkmal aus jener Zeit, das Franzosengrab, eine kleine Kapelle, bei der 14 Gräber aus jenen Tagen gefunden wurden. In manchen Aufzeichnungen bzw. Beschreibungen wird diese Kapelle auch als Türkenkapelle bezeichnet, was die Zuordnung der gefundenen Gräber in die Zeit der Türkenbelagerungen mit sich bringen würde.

### 19. Jahrhundert
Erst nach der herrschaftlichen Grundaufhebung von 1848 wurde Pressbaum eine selbstständige Gemeinde, die 1850 dem Bezirk Hietzing zugeordnet wurde. Damals hatte Pressbaum 358 Häuser.
1872 verstarb der Maler Eduard Bitterlich, ein Schüler Ferdinand Waldmüllers und Ausgestalter der Wiener Oper, in der Pfalzau. Seine Gemälde in der Staatsoper wurden im Zweiten Weltkrieg zerstört.

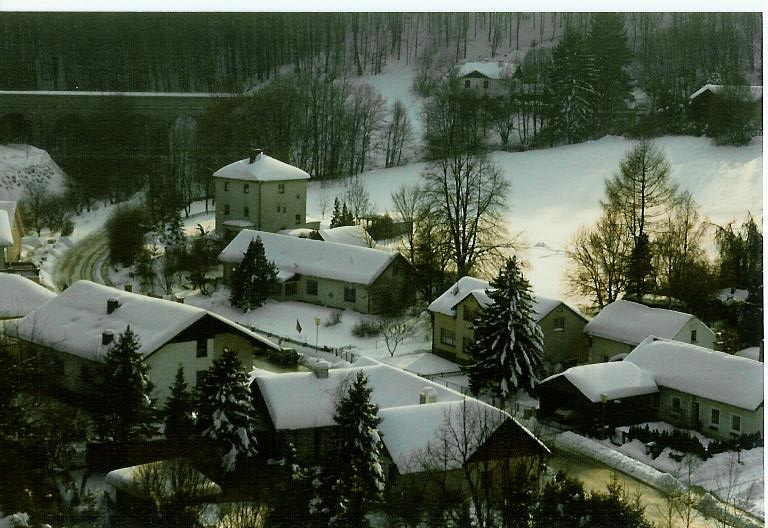
Winterstimmung beim Taleingang in die Pfalzau, mit Aquädukt der II. Wiener Hochquellenwasserleitung und einem alten Forsthaus, einer ehemaligen Duckhütte

Von 1850 bis 1873 gehörte die Gemeinde Tullnerbach, die schon ursprünglich ein Teil Pressbaums war, vorübergehend wieder zu Pressbaum.

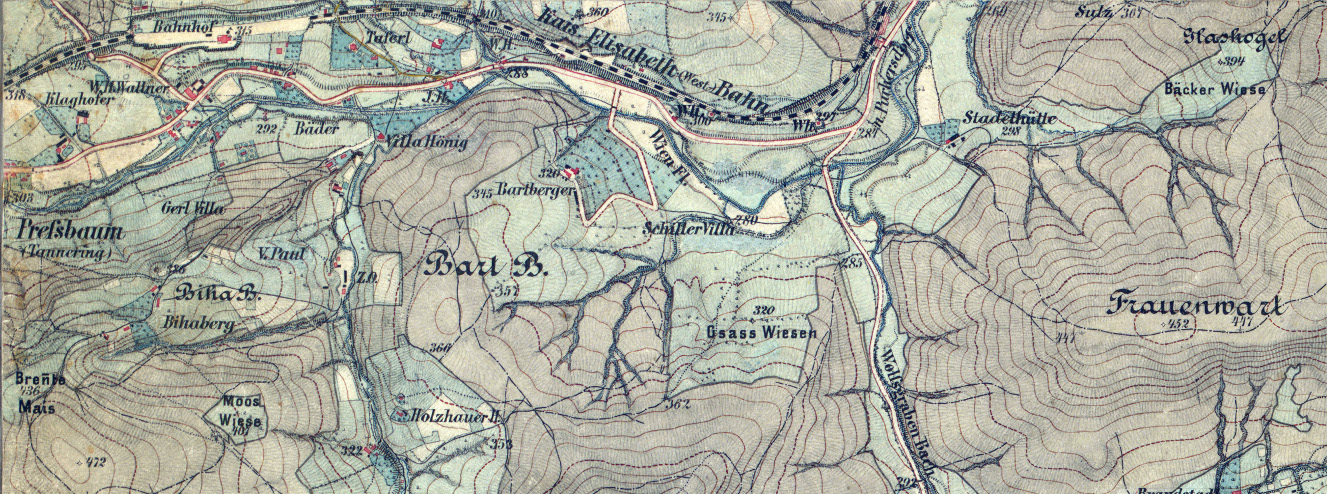
Preßbaum im Wiental und südliche Umgebung um 1872 (Aufnahmeblatt der 3. Landesaufnahme)

1858 erfolgte der Bau der Bahnstrecke Wien–Salzburg der k.k. privilegierten Kaiserin Elisabeth-Bahn, benannt nach der Gemahlin Kaiser Franz Josephs. Die Anbindung Pressbaums an die (heute) Alte Westbahnstrecke sorgte für einen enormen wirtschaftlichen Aufschwung der Region. Kaiserin Elisabeth gelangte bei ihren ausgedehnten Wanderungen auch nach Pressbaum, wovon die gefasste Wienflussquelle auf dem Pfalzberg, das „Kaiserbrünndl“ und ein Trinkglas, das im ehemaligen Gasthaus „Zur Pfalzau“ aufbewahrt wird, aus dem Elisabeth angeblich Milch getrunken hat, zeugt. Der Überlieferung nach schmeckte Elisabeth das Wasser der Wienflussquelle so gut, dass sie es sich für die Herstellung ihres Kaffees nach Wien bringen ließ.
Die Anbindung der Eisenbahn bedeutete für Pressbaum eine radikale Änderung der Dorfstruktur. Innerhalb weniger Jahre wandelte sich das Holzfällerdorf zum Sommerfrischerefugium der besseren Wiener Gesellschaft der Belle Époque. Die damals von den Baumeistern der Palais der Wiener Ringstraße errichteten Villenbauten prägen auch heute noch Teile der Gemeinde. In dieser Zeit wurden auch die heute das Zentrum bestimmenden Gebäude, die Volksschule (1891 aufgestockt) und die katholische Kirche (1906 bis 1908) errichtet. Die katholische Kirche ist eine der wenigen reinen Jugendstilbauten, die im sakralen Bereich errichtet wurden.

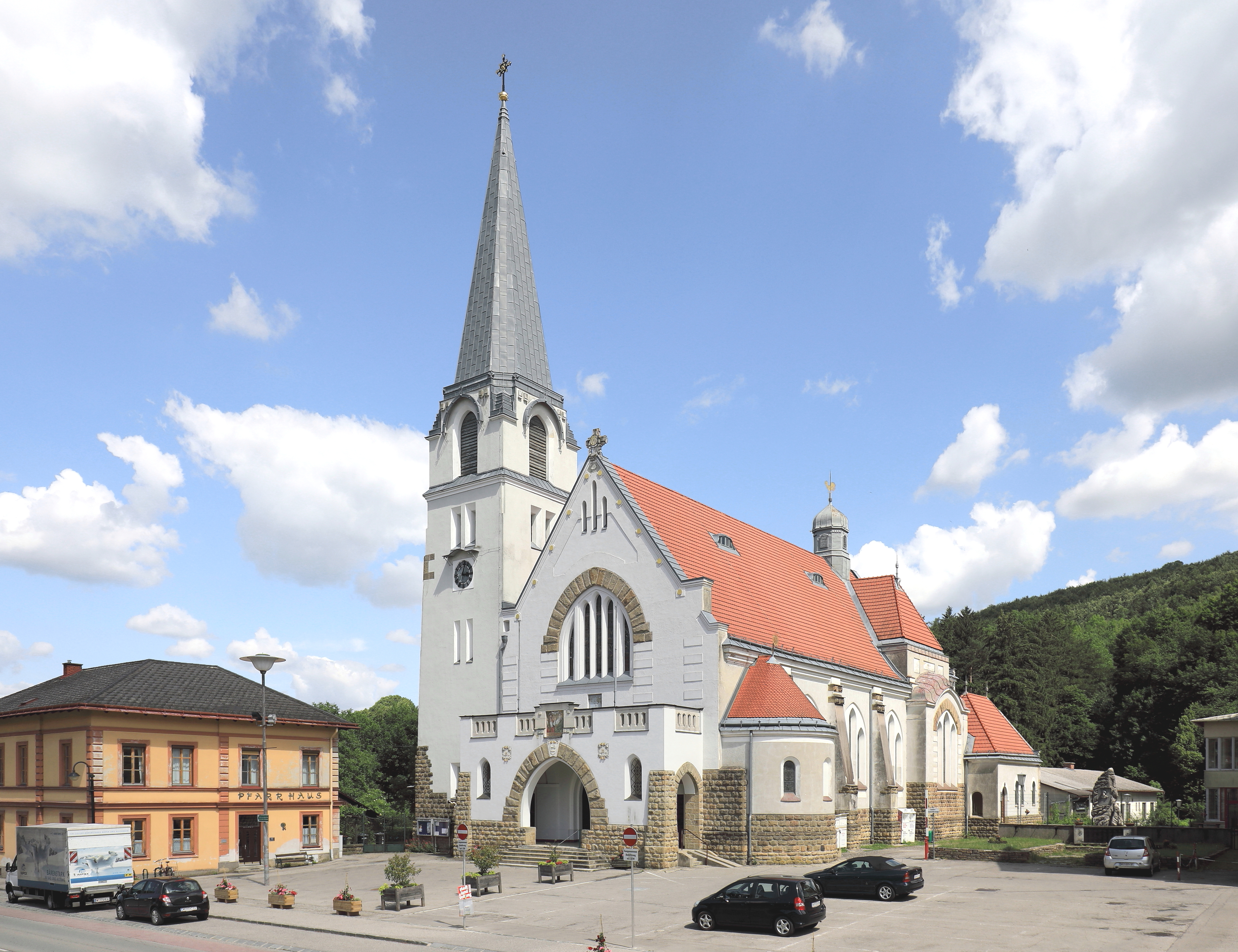
Pfarrkirche mit Pfarrhof und Kriegerdenkmal (rechts)

1881 verbrachte Johannes Brahms seine Sommerfrische im Pressbaumer Ortsteil Brentenmais und vollendete hier die Nänie (Op. 82) und sein 2. Klavierkonzert (Op. 83). Noch mehr mit Pressbaum verbunden war der Musiker, Operndirektor und Librettist der Strauss-Oper Die Fledermaus, Richard Genée, der in Tullnerbach wohnte, sich aber rege am Gesellschaftsleben in Pressbaum beteiligte, unter anderem im lokalen Gesangsverein, und sogar ein Lied über Pressbaum komponierte.
1891 bis 1892 wurde das Sacré Coeur (katholische Schule) in Pressbaum zusätzlich zum Haus in Wien-Landstraße errichtet.

### 20./21. Jahrhundert
Auf dem zwischen 1895 und 1898 von der belgischen Compagnie des Eaux de Vienne, Societé anonyme für das Wientalwasserwerk errichteten Wienerwaldsee, einer Aufstauung des Wienflusses und des in den ersteren mündenden Wolfsgrabenbaches, unternahm der Flugpionier Wilhelm Kress seine Versuche, bei denen er 1901 mit dem von ihm erbauten weltweit ersten Flugzeug mit Benzinmotor verunglückte.
1906 bis 1908 Errichtung der katholischen Kaiser Franz Josef Jubiläumspfarrkirche.
1922 löste sich die Katastralgemeinde Eichgraben von Pressbaum und wurde eine selbständige Gemeinde.
Pressbaum entwickelte sich in diesen Jahren zu einem beliebten Wintersportort, zu dem die Wiener mit Sonderzügen in der Früh hin und am Abend wieder zurückfuhren. Besonders beliebt bei den Skifahrern war der Bihaberg, auf dem es bis nach dem Zweiten Weltkrieg eine eigene Sprungschanze gab. Auch eine Skiproduktion, die „Wienerwaldski“ der Firma Haas gab es in Pressbaum. 1925 wurde der Niederösterreichische Landesskiverband von vier Vereinen gegründet, einer davon war der „Deutsche Turnverein Pressbaum“.
Nach dem „Anschluss“ Österreichs an das Deutsche Reich 1938 wurde der Ort im Gegensatz zum nahen Purkersdorf nicht Groß-Wien angeschlossen, sondern dem Landkreis Sankt Pölten zugeteilt.
Der Vernichtungsideologie der Nazis fielen auch gebürtige Pressbaumer zum Opfer, namentlich bekannt sind Artur Blumel und Adolf Spitz mit seiner Gattin, die in einem Konzentrationslager ums Leben kamen. Der aus Litauen stammende jüdische Bub Jakob Nemencinkis wiederum, der an einer Hasenscharte litt, vom „Spezialkinderheim Pressbaum“, welches sich im Gebäude der Schule des Klosters Sacre Couer befand, in die Klinik Am Spiegelgrund verbracht, wo er an der unmenschlichen Behandlung starb. Dieses Schicksal ereilte auch andere Kinder die in diesem Heim untergebracht waren und die alle nach dessen Schließung an den Spiegelgrund verlegt wurden. Aus Pressbaum stammten auch Maria und Josefine Sarközy, vermutlich Zwillinge, die ins „Zigeuner“-KZ Lackenbach kamen und die NS-Zeit nicht überlebten. Mehr Glück hatte der in Pressbaum wohnende Jude Max Arnold, der nach Wien zum Abtransport beordert wurde, sich aber mit seiner Gemahlin Johanna dank der Hilfe einer mutigen Wienerin verstecken konnte und so überlebte.
Im Bereich der heutigen Siedlungen um die Badgasse befand sich während des Zweiten Weltkrieges ein Barackenlager der paramilitärischen Arbeitstruppe „Organisation Todt“, die, außer mit Fachpersonal, gegen Ende des Krieges auch zunehmend mit Zwangsarbeitern im großen Stil agierte. Das Lager wurde für Arbeiten zum viergleisigen Ausbau der Westbahn errichtet, eine Unternehmung, die mit Ende des Krieges abgebrochen und nie wieder aufgenommen wurde. Flüchtende Menschen in gestreifter Lagerkleidung wurden am Ende des Krieges von der Bevölkerung in der Umgebung angetroffen. Laut Auflistung des Bundesdenkmalamtes gab es ein Lager für jüdische Zwangsarbeiterinnen für Forstarbeiten; wo sich das befand, ist aber unklar.

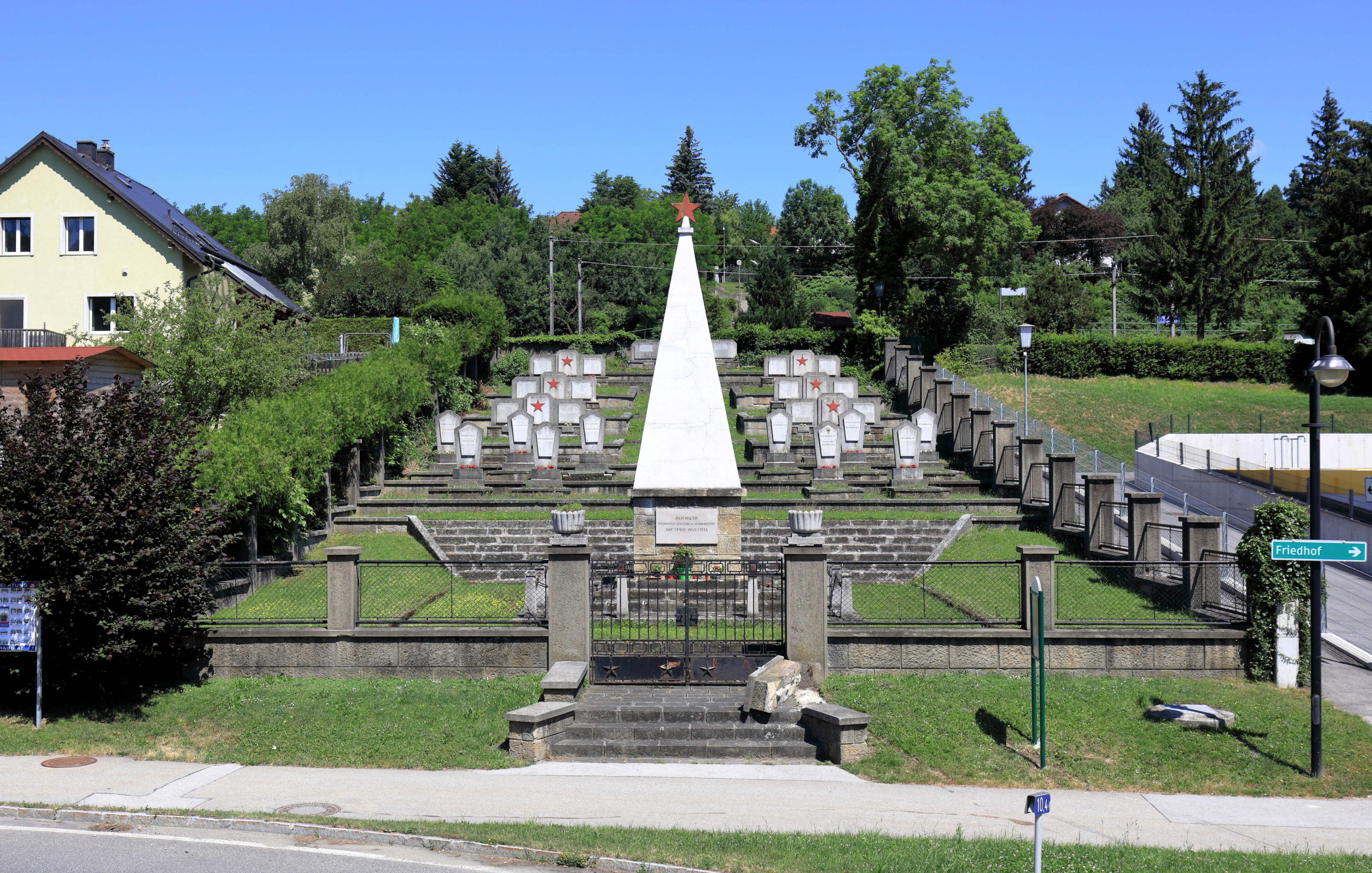
Friedhof für gefallene Sowjetsoldaten

Auf der Westbahn selbst dienten Züge als fahrende Kommandostände der deutschen Wehrmacht, die auf der Strecke zwischen Pressbaum und Eichgraben stationiert, im Falle eines Fliegerangriffes in die beiden Tunnels bei Rekawinkel gebracht wurden. Im Zuge der Kriegshandlungen wurde die Westbahn immer wieder bombardiert. Davon zeugen heute noch Bombentrichter in den Wäldern nördlich der Westbahn. 1945 rückte die Rote Armee, im Begriff Wien einzukesseln, vom Südosten nach Pressbaum vor. Bei den Gefechten wurden drei Häuser zerstört, 17 Pressbaumer Bürger begingen im Angesicht der NS-Herrschaft Selbstmord. Die bei den Kampfhandlungen gefallenen sowjetischen Soldaten sind auf einem eigenen Soldatenfriedhof mit Denkmal neben dem Pressbaumer Friedhof begraben. Auch aus entfernteren Orten mussten einheimische Pressbaumer verstorbene Sowjetsoldaten zur Beerdigung nach Pressbaum bringen. Das Sanatorium in Rekawinkel diente als Lazarett der Sowjetarmee und musste von der einheimischen Bevölkerung mit Nahrung und anderem versorgt werden.
1956 kam Pressbaum vom Verwaltungsbezirk St. Pölten zum Bezirk Wien-Umgebung. Dieser wurde mit 31. Dezember 2016 aufgelöst, seither gehört Pressbaum wieder zum Bezirk St. Pölten.
1961 erhielt Pressbaum Anschluss an die West Autobahn A 1, die 1966 bis Wien fertiggestellt wurde und durch das Pressbaumer Gemeindegebiet führt, der Bihaberg wurde dadurch geteilt. Was damals als Zeichen des Fortschrittes und der Technisierung erwünscht war, erweist sich heute als Quelle von Lärm und Abgasen. Da wegen der ungünstigen Gesteinschichtung damals ein Tunnel durch den Bihaberg technisch nicht machbar war, wurde für die Autobahn ein Einschnitt errichtet, der den Berg ab da teilte. Die Bihabergstraße vom Ortsteil Brentenmais war nun vor dem letzten Haus abgeschnitten, eine Brücke über die Autobahn wurde nicht errichtet. Diese geographische Änderung bedingte auch das Ende des allgemeinen Skisports in Pressbaum, da nun keine leicht erreichbaren durchgängigen Schiwiesen mehr existierten. Der Bau der Westautobahn machte außerdem den Bau des Bihabergstollens notwendig, um weiterhin einen reibungslosen Betrieb der II. Wiener Hochquellenwasserleitung in diesem Bereich zu sichern.
Abgesehen vom Autobahnbau brachte die Nachkriegszeit für Pressbaum entscheidende architektonische Neuerungen. Einige davon, wie das Gemeindeamt oder die Hauptschule, wurden inzwischen umgebaut und erneuert bzw. erweitert. Merkbar verändert hat sich jedenfalls das Ortsbild, das heute vom Baustil der 1960/70er Jahre, Supermärkten sowie mehr und mehr Wohnungsbauten und Reihenhäusern geprägt ist, und in dem sich auch das für diese Jahrzehnte typische und bis heute anhaltende und daher auch von den Einwohnern und in den lokalen Medien immer wieder thematisierte mangelnde Bewusstsein für eine harmonische Ortsbildgestaltung widerspiegelt. 2003 wurde eines der ältesten Häuser Pressbaums, die ehemalige Forstverwaltung, abgerissen und an seiner Stelle ein Supermarkt errichtet. Das sich durch seine Höhe von den anderen Bauten entscheidend abhebende einzige Hochhaus Pressbaums, das in den 1970er Jahren errichtete Niederösterreichische Landespflegeheim Wienerwaldheim wurde aufgelassen, und 2008 mit angefügten neuen Reihenhäusern als Wohnpark neueröffnet. Die Täler des Gemeindegebietes sind heute mehr und mehr besiedelt, wobei sich jeweils Wald und Siedlung direkt berühren. Um die ausufernde Einzel- und Reihenhausbautätigkeit zu stoppen, wird seit einigen Jahren ein Baustopp und ein strukturierter Bebauungsplan diskutiert. In den 2000er-Jahren wurde vor allem das Ortszentrum durch Neubauten von Wohnanlagen wesentlich verändert. Es herrscht nun ein städtisches Bild vor; die letzten Häuser und Grünflächen, die ein ländliches Ambiente vermittelten, fielen diesen Bauten zum Opfer. Die Bodenversiegelung und Verdichtung wird zu einem immer dringenderen Problem, aber sowohl im Zentrum als auch in anderen Gemeindeteilen werden weiterhin neue Flächen bebaut. Der daraus folgenden starken Zunahme der Einwohnerzahl durch Zuzug steht eine inzwischen an ihre Belastungsgrenze gekommene Infrastruktur gegenüber. Darüber führt die Bevölkerung Diskussionen, wie sie anhand der möglichen Verbauung eines zentrumsnahen Grundstücks beispielhaft ist, die eine Bürgerinitiative verhindern will, um an dieser Stelle einen Stadtpark zu errichten.
1964 wurde Pressbaum zur Marktgemeinde erhoben. Seit 2005 ist Pressbaum ein Teil des Biosphärenpark Wienerwald, wobei sich eine Kernzone desselben zwischen der Pfalzau und Brentenmais auf Pressbaumer Gemeindegebiet befindet. Seit 2007 ist Pressbaum Mitgliedsgemeinde des Klima-Bündnisses Österreich. Im Jahr 2012 gab es Bestrebungen, vor allem von Bürgermeister Schmidl-Haberleitner, Pressbaum zur Stadt erheben zu lassen, was vor allem mit der wachsenden Einwohnerzahl und der Bedeutung als Schulstandort begründet wurde.
Am 20. November 2012 wurde Pressbaum zur Stadt (Stadtgemeinde) erhoben.

## Ortsbild und Lebensart heute

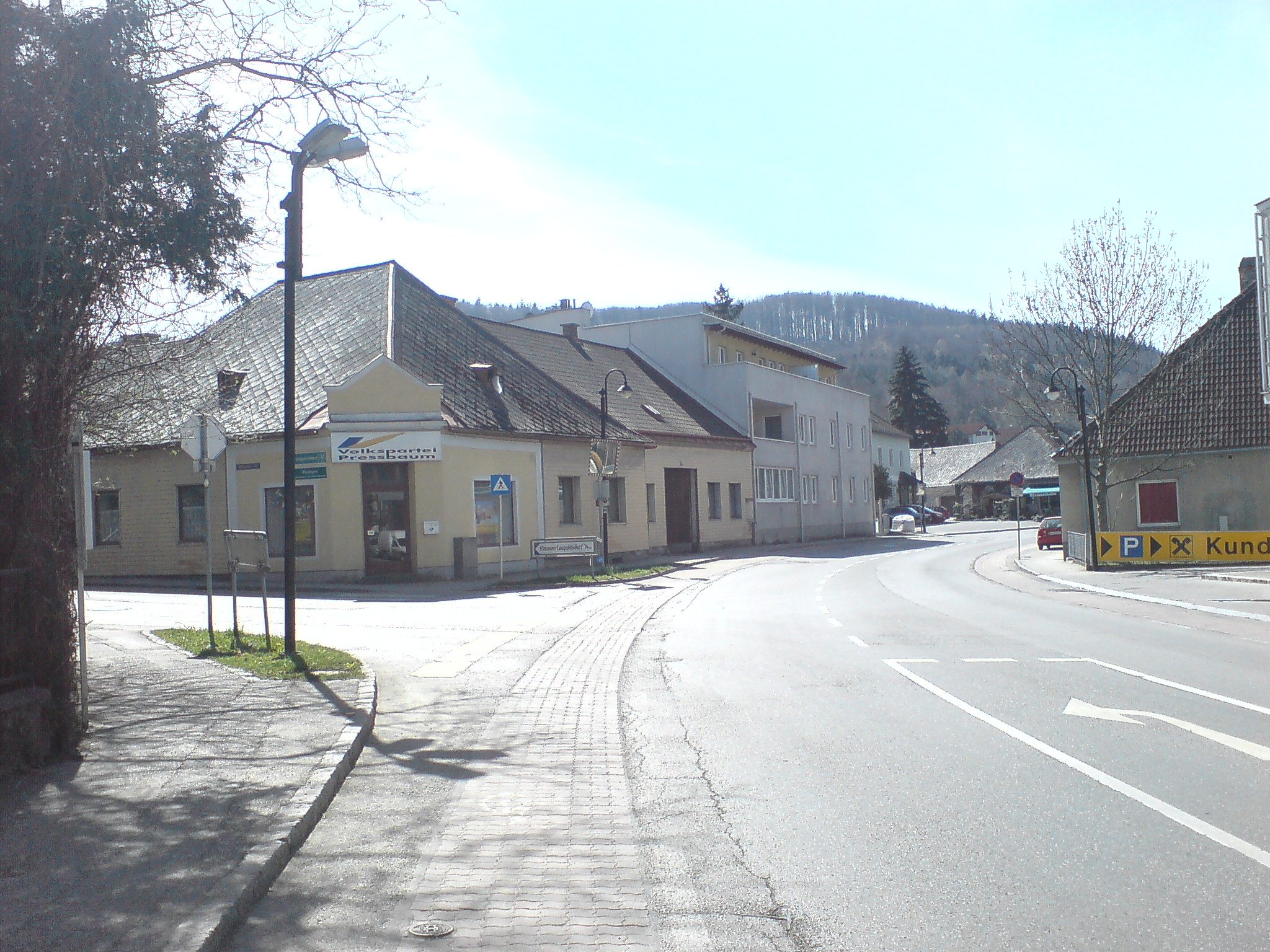
Die Stelle, an der die Straße in die Pfalzau von der Hauptstraße in Pressbaum abzweigt, war (2007) eine der letzten Stellen, wo sich der ursprüngliche Wienerwalddorfcharakter des Ortes ein wenig erhalten hat. Mittlerweile steht an dieser Kreuzung eine moderne Wohnhausanlage. Im Hintergrund das „Gasthaus Lindenhof“, vermutlich das älteste Haus von Pressbaum.

Die Umwandlung Pressbaums vom „Holzfällerdorf“, über die „Sommerfrischengegend des gutsituierten Bürgertums“ bis zum „Eigenheimort im Grünen“ von Heute veränderte auch die Infrastruktur und damit das Ortsbild von Pressbaum. Supermärkte verdrängten eine große Zahl an kleinen Geschäften und Gewerbebetrieben, die einst die Hauptstraße zu beiden Seiten säumten. Die Zahl der Sport- und Freizeitvereine ist stark angestiegen. Die zahlreichen Wirtshäuser und Schutzhütten im Ort und auf den umliegenden Anhöhen, die nicht zuletzt von den Wochenendausflüglern aus Wien lebten, sind heute meist geschlossen. Dafür gibt es in Pressbaum ein florierendes Hotel und ein paar der Zeit angepasste modernere Restaurants und Gasthäuser, die auch vom Städtetourismus nach Wien per Autobus profitieren, und weitere Gastronomiebetriebe.
Schigebiet ist Pressbaum (Stand 2008) keines mehr, auch die jahrelang gut besuchte „Europa“-Langlaufloipe am Pfalzberg wird wegen Differenzen mit den Österreichischen Bundesforsten nicht mehr gespurt.
Die Mehrheit der Pressbaumer Einwohner sind heute typische Arbeitspendler, die ihr Arbeitsleben hauptsächlich im nahen Wien verbringen und Pressbaum selbst als privaten Rückzugsbereich nutzen, möglichst im eigenen Haus mit Garten. Durch die Änderungen in der Bevölkerungsstruktur hat sich die noch vor zwei Jahrzehnten vorhandene dörfliche Struktur der Einwohnerschaft weitestgehend aufgehört und ist einer immer mehr Privatheit und Anonymität schätzenden, typischen Großstadt-Umland-Bevölkerungsstruktur gewichen. Die Einwohner Pressbaums haben pro Familie überdurchschnittlich viele Kinder, was wiederum zu einem recht breiten, oft familienorientierten Angebot an Freizeitaktivitäten führt.

### Religionen
Die Mehrheit der Pressbaumer Bürger ist römisch-katholisch. Die heutige katholische Kirche wurde 1908 zum 60-jährigen Regierungsjubiläum von Kaiser Franz Joseph I. im Jugendstil errichtet. Ein weiteres Gebäude der katholischen Kirche ist das Kloster Sacré Coeur (1891), das heute seinen klösterlichen Charakter zu Gunsten der dort beheimateten Schulen der Erzdiözese Wien verloren hat.
Die katholische Kirche „Hl. Theresia vom Kinde Jesu“ in Rekawinkel ist ein freistehender Kleinkirchenbau mit südlichem Chorwinkelturm. Der Hochaltar zeigt ein Gnadenbild Maria mit Kind im Strahlenkranz. Diese Kirche war ab 1952 die Pfarrkirche der damals neu gegründeten Pfarre von Rekawinkel, auf Grund der Zusammenlegung der Pfarren Pressbaum und Rekawinkel mit Wirkung vom 1. September 2024 ist sie ab dann wieder eine Filialkirche der römisch-katholischen Pfarre Pressbaum, beide Pfarren hatten bereits seit 1978 wieder einen gemeinsamen Pfarrer. Die Kirche wurde ursprünglich zu Ehren des Kardinals Piffl vom Architekten Alfred Keller geplant und schließlich 1935 im Gedenken an den ermordeten austrofaschistischen Diktator Bundeskanzler Dollfuß als „Dollfuß-Gedächtniskirche“ geweiht.
Der spätere Bundeskanzler und Außenminister zur Zeit des Staatsvertrages, Leopold Figl, stiftete ein Glasfenster und wurde deshalb bereits vor dem Zweiten Weltkrieg zum Ehrenbürger von Pressbaum ernannt.
Die evangelische Gemeinde A.B. von Pressbaum besitzt seit 1933 eine eigene Kirche. Auch die Zeugen Jehovas verfügen über ein eigenes Gotteshaus, hier Königreichssaal genannt im Ortsteil Rekawinkel. Zudem gibt es eine zahlenmäßig kleine muslimische Bevölkerung in Pressbaum, jedoch keine eigene Moschee oder ein islamisches Gemeindezentrum.

### Einwohnerentwicklung
Nach dem Ergebnis der Volkszählung 2001 gab es 5834 Einwohner. 1991 hatte die Marktgemeinde 5421 Einwohner, 1981 4899 und im Jahr 1971 4264 Einwohner.
| Pressbaum: Einwohnerzahlen von 1869 bis 2025        | Pressbaum: Einwohnerzahlen von 1869 bis 2025 | Pressbaum: Einwohnerzahlen von 1869 bis 2025 | Pressbaum: Einwohnerzahlen von 1869 bis 2025 | Pressbaum: Einwohnerzahlen von 1869 bis 2025 |
| --------------------------------------------------- | -------------------------------------------- | -------------------------------------------- | -------------------------------------------- | -------------------------------------------- |
| Jahr                                                |                                              |                                              |                                              | Einwohner                                    |
| 1869                                                | 1869                                         |                                              | 1.888                                        | 1.888                                        |
| 1880                                                | 1880                                         |                                              | 2.158                                        | 2.158                                        |
| 1890                                                | 1890                                         |                                              | 2.337                                        | 2.337                                        |
| 1900                                                | 1900                                         |                                              | 2.940                                        | 2.940                                        |
| 1910                                                | 1910                                         |                                              | 3.397                                        | 3.397                                        |
| 1923                                                | 1923                                         |                                              | 4.169                                        | 4.169                                        |
| 1934                                                | 1934                                         |                                              | 4.376                                        | 4.376                                        |
| 1939                                                | 1939                                         |                                              | 3.993                                        | 3.993                                        |
| 1951                                                | 1951                                         |                                              | 4.400                                        | 4.400                                        |
| 1961                                                | 1961                                         |                                              | 4.153                                        | 4.153                                        |
| 1971                                                | 1971                                         |                                              | 4.264                                        | 4.264                                        |
| 1981                                                | 1981                                         |                                              | 4.899                                        | 4.899                                        |
| 1991                                                | 1991                                         |                                              | 5.421                                        | 5.421                                        |
| 2001                                                | 2001                                         |                                              | 5.834                                        | 5.834                                        |
| 2011                                                | 2011                                         |                                              | 7.058                                        | 7.058                                        |
| 2021                                                | 2021                                         |                                              | 7.688                                        | 7.688                                        |
| 2025                                                | 2025                                         |                                              | 7.932                                        | 7.932                                        |
| Quelle(n): Statistik Austria, Gebietsstand 1.1.2021 |                                              |                                              |                                              |                                              |

## Kultur und Sehenswürdigkeiten

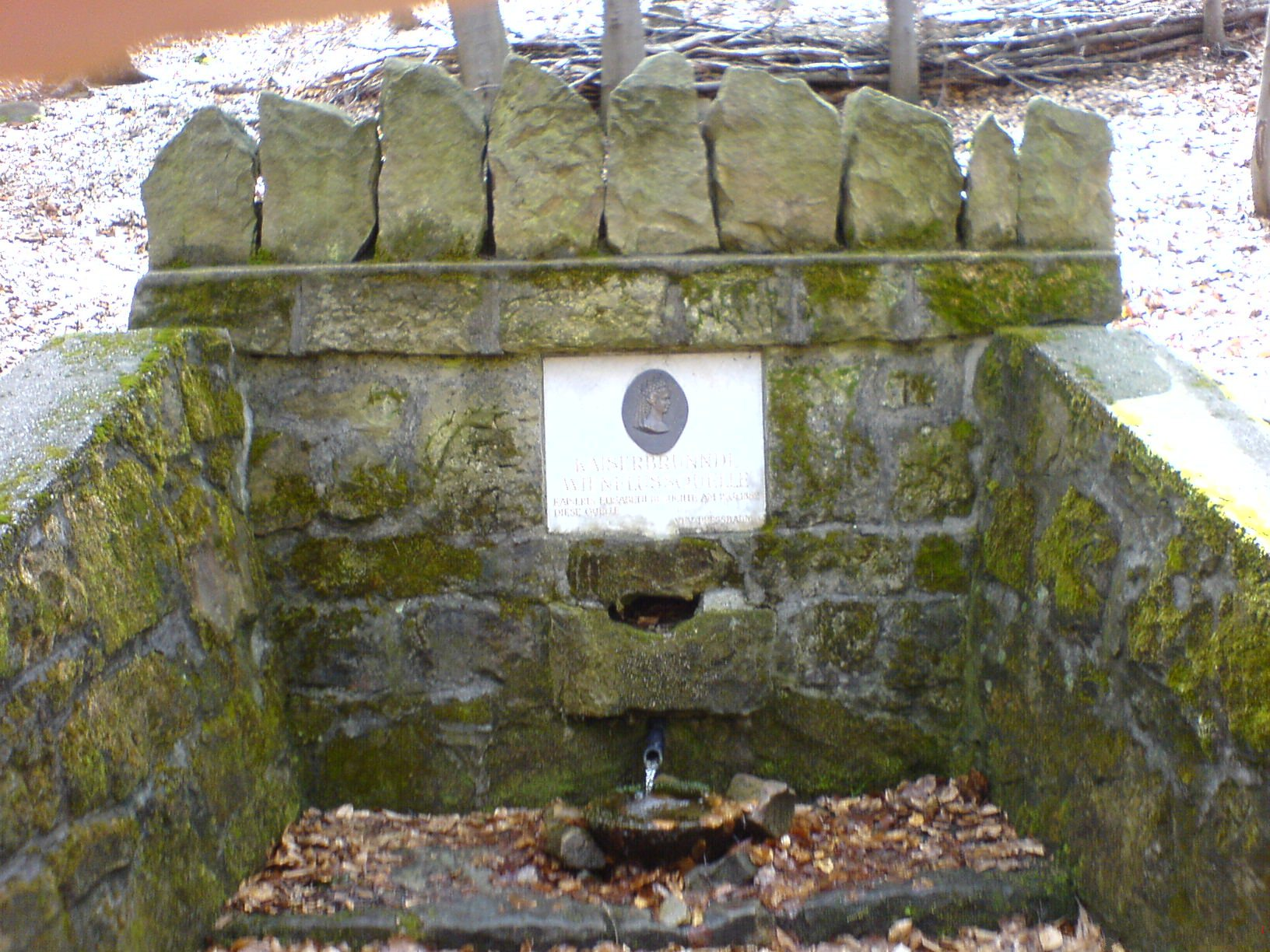
Kaiserbrünndl, offizielle Wienflussquelle, Ursprung der „Dürren Wien“

### Theater
- Wientalbühne[17]

### Museen
- Stadtmuseum, befindet sich in Inventarisierung und Neuaufbau, bzw. Neugestaltung. Derzeit geschlossen.

### Musik
- Wohnort einiger bekannter Musiker und daher immer wieder Veranstaltungen mit unterschiedlichen Musikrichtungen.
- Öffentliche Musikschule
- Stadtorchester Pressbaum[18]

### Bauwerke

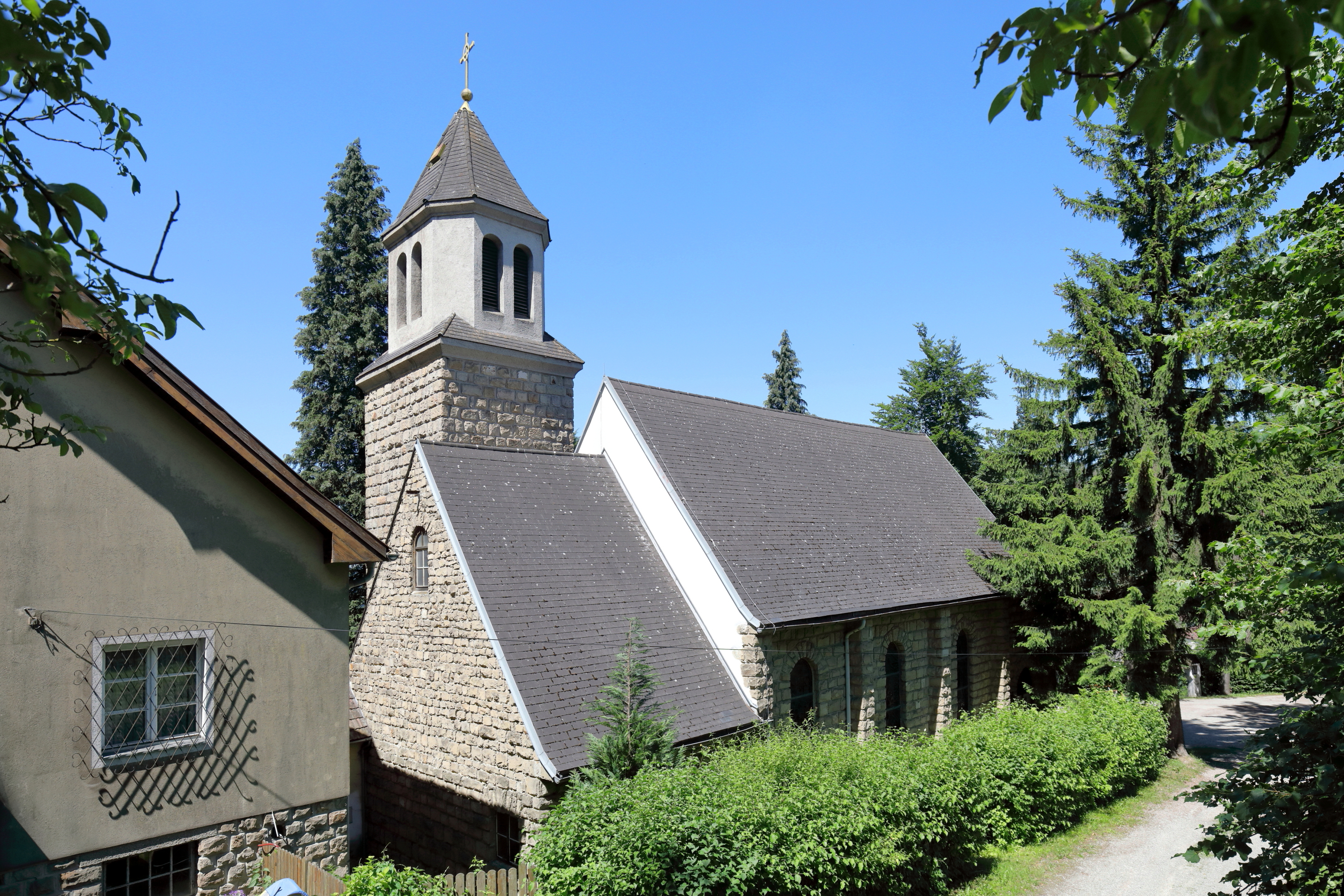
Katholische Pfarrkirche in Rekawinkel

- Römisch-katholische Pfarrkirche, 1906 bis 1908 im Jugendstil mit Neugotikanklängen erbaut[4]
- Kirche im Schulzentrum Sacré Coeur, ehemaliges Schwesternkloster, fertig gestellt 1891 errichtet im neugotischen Stil
- Römisch-katholische Pfarrkirche Rekawinkel, erbaut 1935
- Zwei Aquädukte der II. Wiener Hochquellenwasserleitung, fertiggestellt 1911, über die Täler Brentenmais (mit 142 Meter Länge und 24 Meter Höhe der höchste der gesamten Wasserleitung[19]) und Pfalzau
- Jahrhundertwende Villen (im Zusammenhang mit jenen in Tullnerbach)
- Bahnhof Rekawinkel und anschließendes Tunnelportal, Bahnhof im Stil der Errichtungszeit renoviert und unter Denkmalschutz, höchster Punkt der Westbahn zwischen Wien und Linz. Die Bahnhofsanlage inklusive der Nebengebäude und der Fußgängerbrücke befindet sich bis heute weitgehend im Originalzustand aus dem Jahr 1858 und gilt als die am besten erhaltene Anlage in der ursprünglichen Bahnhofsarchitektur der Westbahn.[20]
- Hotel Rekawinkel: Die unmittelbar an den Bahnhof Rekawinkel anschließende ehemalige „HÔTEL und CAFFÊ RESTAURATION Franz Kühnel“ (Schreibweise laut Inschrift am Gebäude) verfiel lange Jahre zunehmend. Das Gebäude wurde 2015 abgetragen.

### Denkmäler
- Römergrab in Au am Kraking
- Grenzsteine des Wienerwaldes aus dem 16. Jahrhundert (Ortskenntnis nötig)
- Denkmal Kaiser Josephs II., typischer Massenguss aus Böhmen

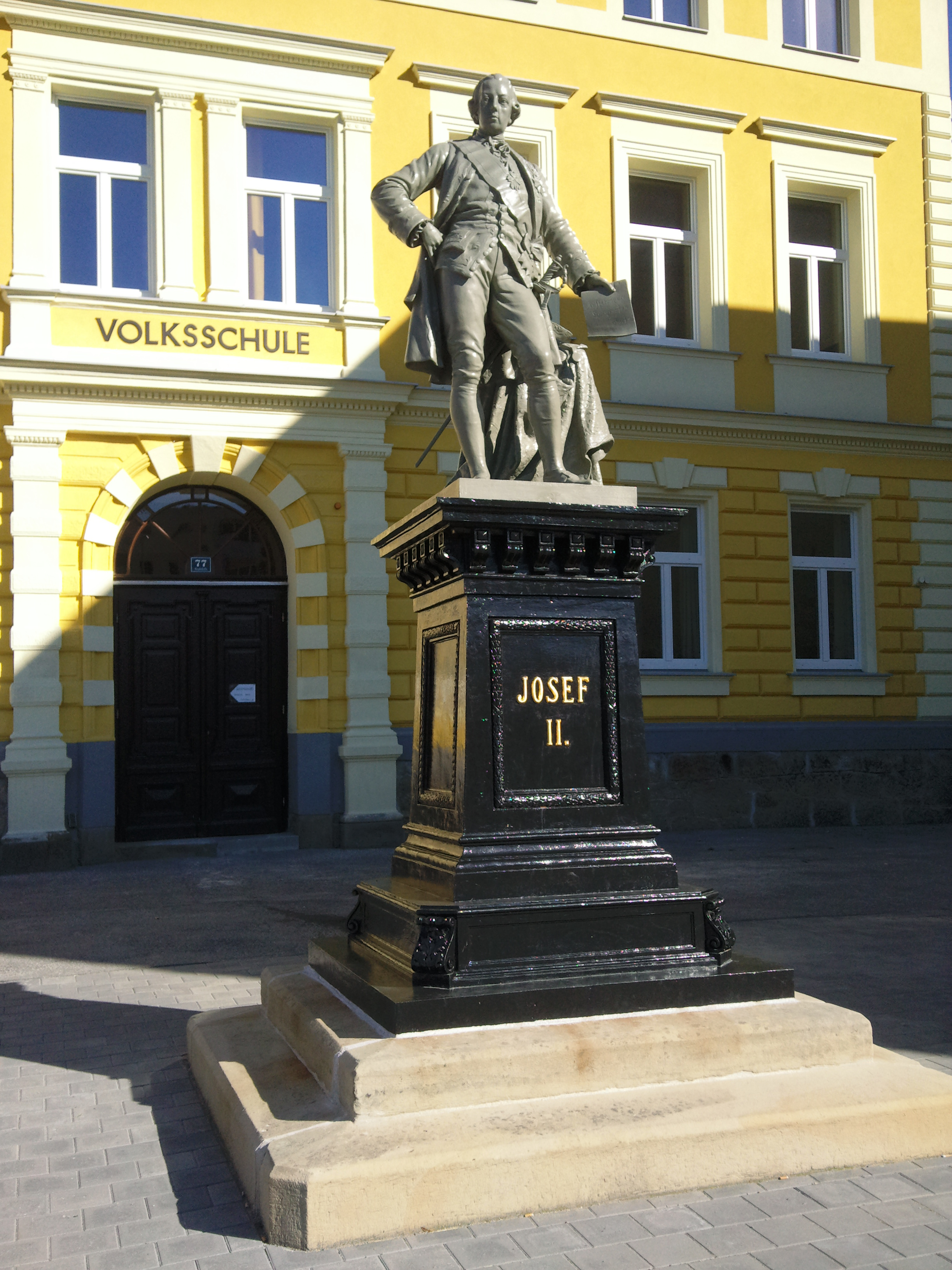
Denkmal Kaiser Joseph II. am Hauptplatz vor der Volksschule

- Denkmal für den dort 1894 bei einem Ausflug verstorbenen Bürgermeister von Wien, Johann Prix, in Rekawinkel
- Schöffelstein
- Wilhelm-Kress-Denkmal am Wienerwaldsee (schon Gemeinde Tullnerbach)
- Schubertstein und Linde
- Wienflussquelle Kaiserbrünndl zwischen Pfalzberg und Kaiserbrunnberg
- Strandbad (öffentliches Freibad)
- Franzosenkreuz, in der Pfalzau in Erinnerung an die Hinrichtung zweier Pressbaumer im Jahr 1805 durch die französische Armee, von Rudolf Pleban 1962 errichtet
- Kapelle Franzosengrab auf Privatgrund in der Uferzeile bei Gräbern aus den Franzosenkriegen

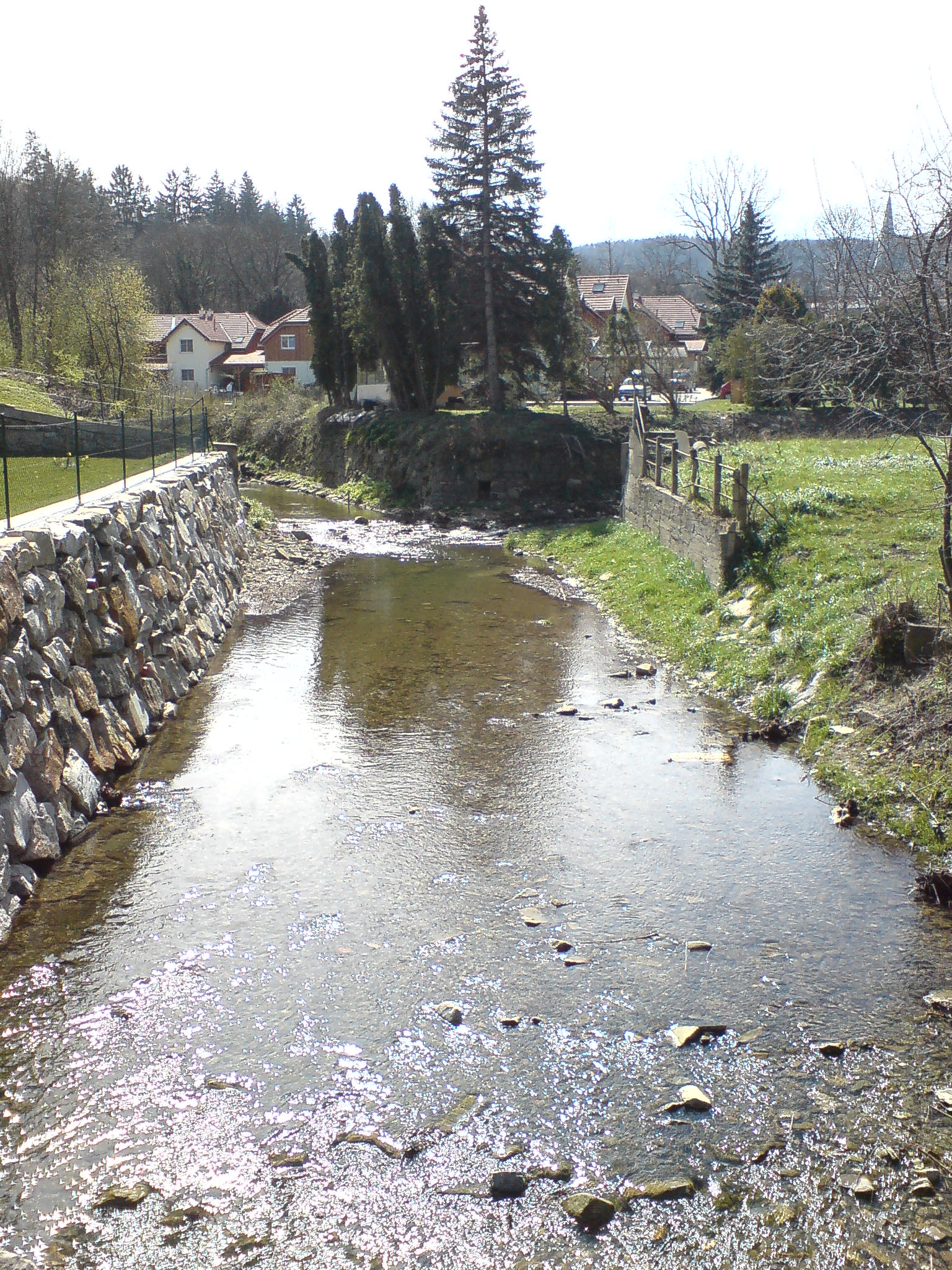
Ab dem Zusammenfluss von „Kalter“ (links) und „Dürrer Wien“ (rechts) spricht man vom Wienfluss, der sowohl dem Wiental als auch der österreichischen Hauptstadt als Namensgeber diente.

### Parks
Wienerwaldsee und darum gelegenes Freizeitgelände (Weg für Radfahrer und Fußgänger mit Rastplätzen sowie Skating- und Spielplatz auf dem Gemeindegebiet von Tullnerbach)

### Naturdenkmäler
- 3 Sommerlinden, Katastralgemeinde Rekawinkel
- 2 Schwarzföhren, Katastralgemeinde Pfalzau
- 1 Winterlinde, Katastralgemeinde Pressbaum
- 1 Rotföhre, Katastralgemeinde Pressbaum
- 1 Weymouth-Kiefer, Katastralgemeinde Pressbaum

## Wirtschaft und Infrastruktur

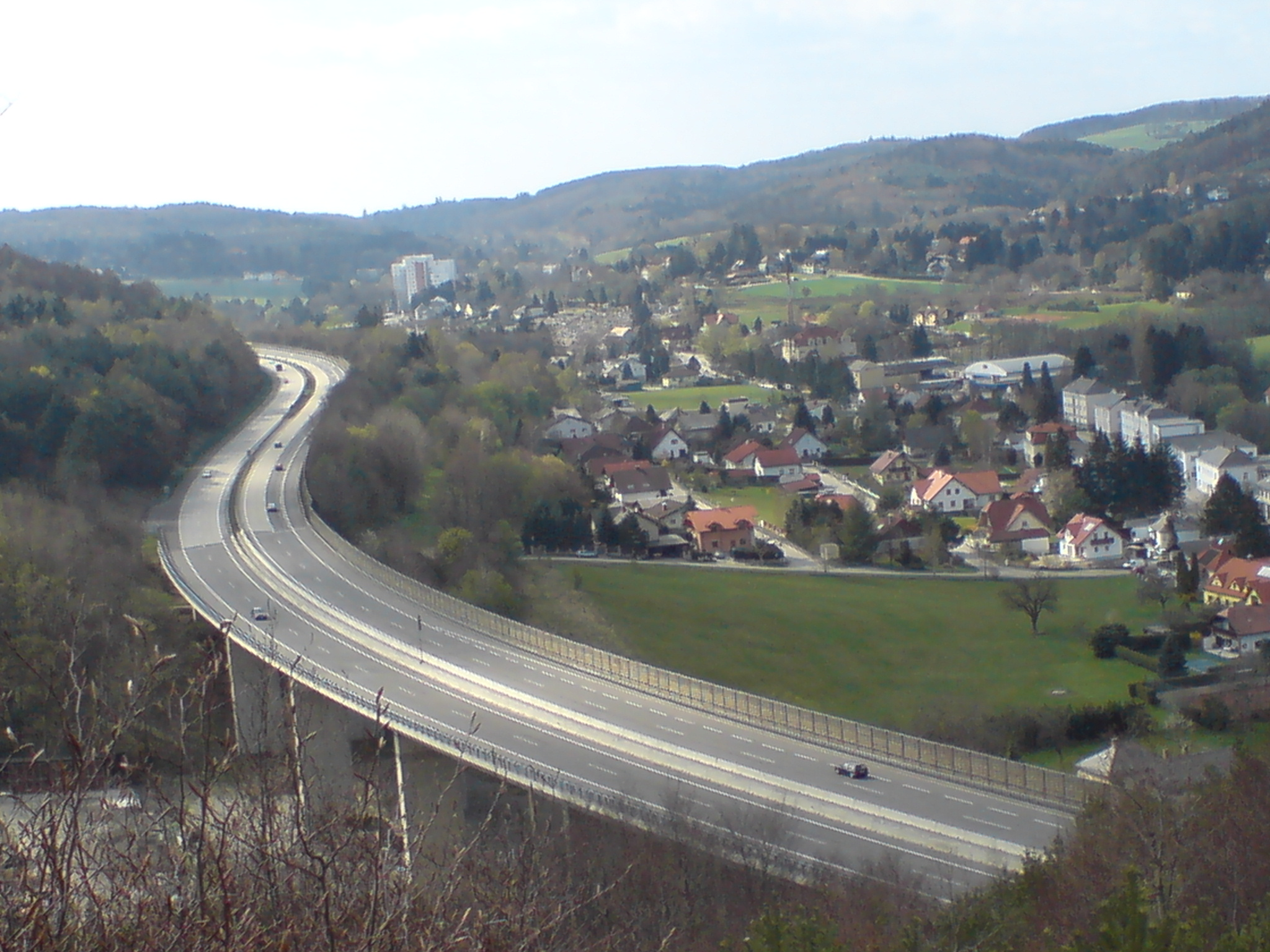
Westliches Pressbaum mit der Brücke der Westautobahn über die Pfalzauer Straße

301 nichtlandwirtschaftliche Arbeitsstätten gab es im Jahr 2001 und 45 land- und forstwirtschaftliche Betriebe nach der Erhebung 1999. Nach der Volkszählung 2001 betrug die Zahl der Erwerbstätigen am Wohnort 2511. Die Erwerbsquote lag 2001 bei 45 Prozent.

### Eisenbahn

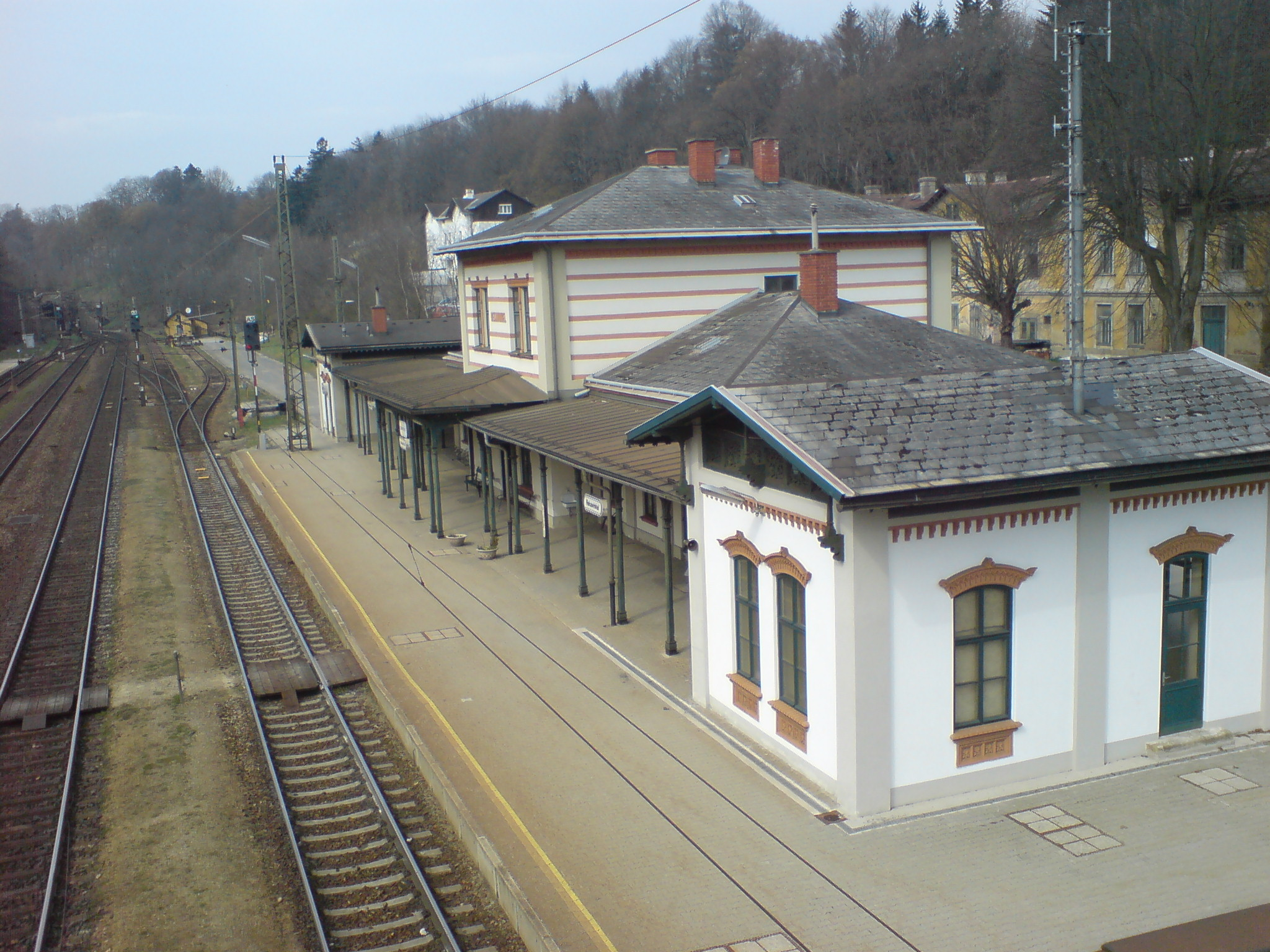
Bahnhof Rekawinkel, links hinten das Tunnelportal unter dem Wienerwald-Alpenhauptkamm

Pressbaum liegt an der Alten Westbahnstrecke mit den Haltestellen Tullnerbach-Pressbaum, Pressbaum, Dürrwien und Rekawinkel. Es halten halbstündlich Züge der S-Bahn-Linie S50 in Richtung Wien Westbahnhof bzw. Eichgraben-Altlengbach. Hinzu kommt an den Stationen Pressbaum und Tullnerbach-Pressbaum halbstündlich der REX in Richtung Wien Westbahnhof sowie St. Pölten Hauptbahnhof. Seit Dezember 2012 wird ein Großteil des Fernverkehrs über die Neue Westbahnstrecke durch den in diesem Zusammenhang errichteten Wienerwaldtunnel geführt, wovon der Regionalverkehr auf der bisherigen Strecke profitiert.

#### Historische Wald- und Feldbahnen
Zur Unterstützung der Forstarbeit gab es einige Eisenbahnen, so genannte Waldbahnen, deren Reste heute zum Teil noch vorhanden sind. Eine führte vom Bahnhof Rekawinkel zum Hagen, eine andere in den Fellinggraben, weitere entlang des Saubaches, auf den Karriegel (zwecks Siedlungsbaues) und entlang der Trasse der Hochquellenwasserleitung (zwecks deren Errichtung, mit einer markanten Holzbrückenkonstruktion nahe der Bahnstation Dürrwien).

### Straße
Lange Zeit war Pressbaum vom Westen kommend das Ende der West Autobahn, bis diese Richtung Wien weitergebaut wurde. Grund war unter anderem der Talübergang beim Wienerwaldsee. Lokale Bedeutung haben die Neulengbacher Straße B 44, die durch Pressbaum führt, sowie die Straßen nach Klausenleopoldsdorf–Alland sowie nach Sieghartskirchen–Tulln.

### Rohrleitungen
Durch Pressbaum verläuft die II. Wiener Hochquellenwasserleitung. Zu ihr gehören mehrere Aquädukte im Gemeindegebiet.

## Öffentliche Einrichtungen

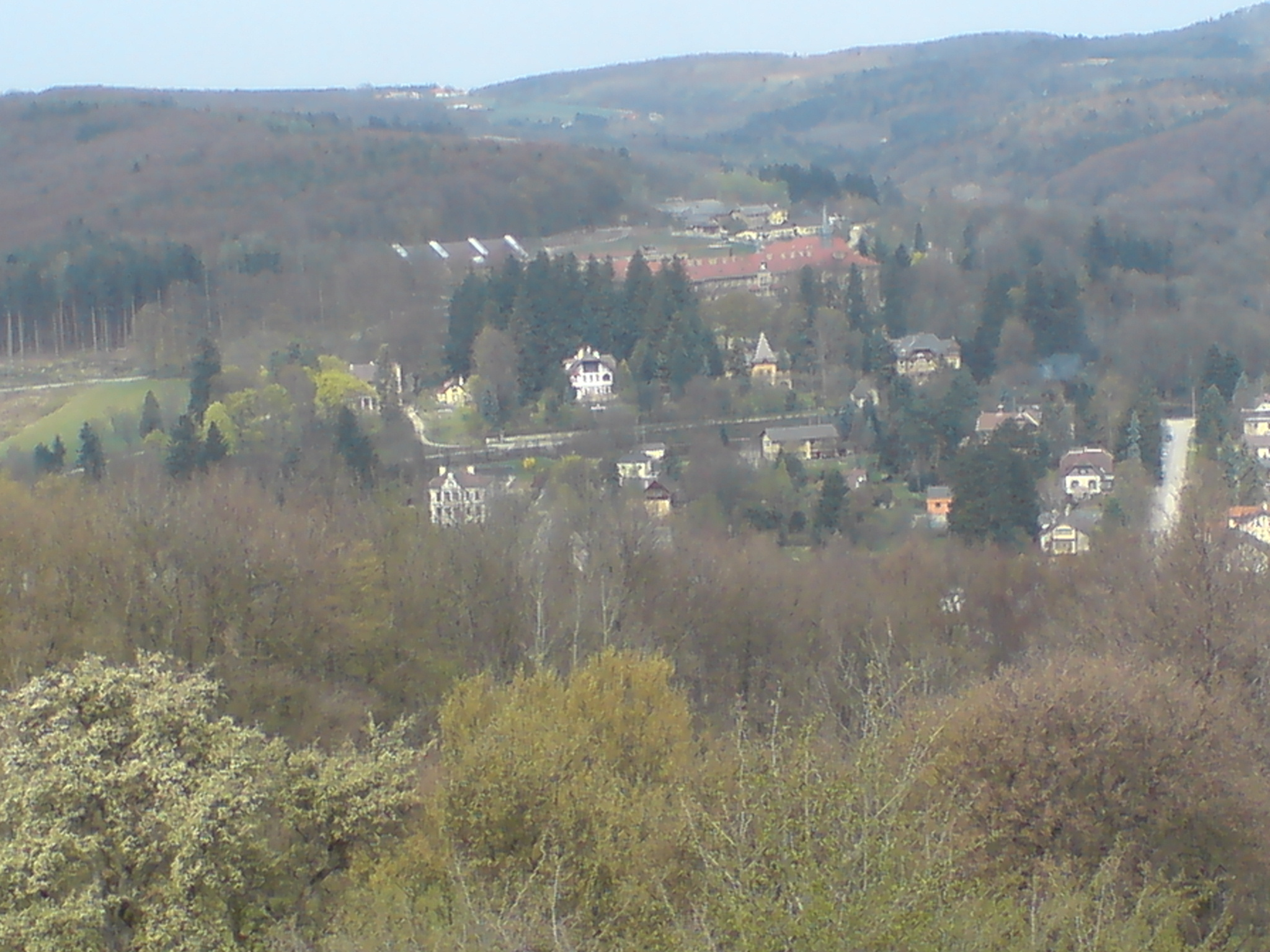
Schulzentrum Sacré Coeur der Erzdiözese Wien, ehemaliges Nonnenkloster, im Mittelgrund Villen aus der Jahrhundertwende 19./20. Jahrhundert. Im Hintergrund der Wienerwaldhauptkamm und der „Rauchengern“.

Polizeiinspektion, Postamt, Straßenmeisterei, zwei Feuerwehren (FF Pressbaum, FF Rekawinkel), Außenstelle des Roten Kreuzes mit Stationierung einer Hundestaffel, Kindergärten und -gruppen, Volksschule, Hauptschule, private Schulen mit Öffentlichkeitsrecht: zwei Volksschulen, Hauptschule, Gymnasium, Bildungsanstalt für Kindergartenpädagogik, Höhere Lehranstalt für wirtschaftliche Berufe; Lungenheilstätte für Strafgefangene; Pflegeheim (privat), Hilfswerk, „Zukunftswerkstatt“ für suchtkranke Jugendliche (privat).

### Sport
Neben dem Fußballclub SV Pressbaum und dem ASV Pressbaum mit mehreren Sektionen (u. a. Fußball, Badminton, Basketball, …) sind ein Jiu-Jitsu-Verein, ein Kickboxverein, ein Radsportverein, ein Laufverein in der Gemeinde aktiv. Weiters gibt es einige Reitställe, ein Freibad und Tennisplätze.
Als Freizeitinfrastruktur werden ausgeschilderte Reitwege, markierte Wanderwege (darunter mit dem Voralpenweg 04 ein österreichischer Weitwanderweg) und ausgeschilderte Mountainbikestrecken angeboten. Der ASV Pressbaum gewann 1994 die österreichische Badminton Staatsliga. In der Saison 2011/12 konnte der ASV Pressbaum-Badminton die erste österreichische Badminton-Bundesliga erneut gewinnen. Durch eine erfolgreiche Titelverteidigung krönte sich der Verein im Mai 2024 das fünfte Mal zum Meister der ersten Bundesliga.
Eine weitere Paradesportart in Pressbaum ist Jiu Jitsu. Athleten aus Pressbaum holen regelmäßig Medaillen bei WMs, EMs und internationalen Turnieren.

## Politik

### Gemeinderat

#### Sitzverteilung im Gemeinderat nach den Wahlen
- Gemeinderatswahlen in Niederösterreich 2005: ÖVP 9, SPÖ 9, FPÖ 5, GRÜNE 4, BLP 2.
- Gemeinderatswahlen in Niederösterreich 2010: ÖVP 16, SPÖ 6, FPÖ 3, GRÜNE 3, WIR 1.
- Gemeinderatswahlen in Niederösterreich 2015: ÖVP 15, SPÖ 7, WIR 3, FPÖ 3, GRÜNE 3, NEOS 2.
- Gemeinderatswahlen in Niederösterreich 2020: ÖVP 13, GRÜNE 7, SPÖ 7, WIR 5, FPÖ 1.[23]
- Gemeinderatswahlen in Niederösterreich 2025: ÖVP 9, GRÜNE 7, SPÖ 6, FPÖ 4, WIR 4, NEOS 3.[24]

### Bürgermeister seit 1850
- Johann Kolb 1850–1864
- Heinrich Täubl 1864–1867
- Georg Hofmann 1867–1870
- Johann Kolb 1870–1872
- Josef Dürstinger 1872–1873
- Ludwig Kaiser 1873–1885
- Engelbert Fröscher 1885–1916
- Ferdinand Kühnel 1916–1919
- Dr. Franz Niedermayr 1919–1921
- Klaudius Jayet 1921–1927
- Anton Taborsky 1927–1931
- Karl Metz 1931–1932
- Karl Dekara 1932–1934
- Anton Taborsky 1934–1938
- Karl Kiesling 1938–1945
- Karl Dekara 1945
- Karl Lastufa 1945–1946
- Karl Meusburger 1946–1949
- Karl Lastufka 1949–1950
- Ignaz Zecha 1950–1955
- Ferdinand Klaghofer 1955
- Josef Nemecek (ÖVP) 1955–1977
- Otto Hartmann (ÖVP) 1978–1998
- Dieter König (ÖVP) 1998–2005
- Heinz Kraus (SPÖ) 2005–2007
- Josef Schmidl-Haberleitner (ÖVP) 2007–2025
- Josef Rothensteiner (ÖVP), seit 3. März 2025

## Persönlichkeiten

### Söhne und Töchter der Gemeinde
- Oda Schneider (1892–1987), Unbeschuhte Karmelitin und katholische Schriftstellerin
- Gerhard Gepp (1940–2024), Illustrator, Maler und Grafiker
- Leopold Grausam (1943–2023), Fußballspieler
- Kurt Leininger (* 1948), Photograph
- Gandalf (* 1952), Musiker
- Edgar Niemeczek (* 1958), Kulturmanager, Jurist und Rundfunkmoderator

### Personen mit Bezug zur Gemeinde
- Christian Petzelberger, Führer des habsburgischen Entsatzheeres gegen die Osmanen durch den Wienerwald 1683
- Friedrich Dittes (1829–1896), deutscher Pädagoge
- Eduard Bitterlich (1833–1872), österreichischer Maler und Bildhauer
- Ludwig Ganghofer (1855–1920), volkstümlicher Autor
- Theodor Innitzer (1875–1955), Kardinal
- Gustav Götzinger (1880–1969), Geologe
- Egon Caesar Conte Corti (1886–1953), Schriftsteller, in der Familiengruft am Pressbaumer Friedhof begraben[25]
- Ida Orloff (1889–1945), Schauspielerin, ist in Pressbaum beerdigt, Grab nicht mehr auffindbar.
- Karl Schmalzbauer (1895–1967), österreichischer Politiker
- Rosette Anday (1903–1977), Kammersängerin
- Rudolf Pleban (1913–1965), Maler, Grafiker und Bildhauer
- Christine Busta (1915–1987), Lyrikerin
- Friedrich Peter (1921–2005), Politiker
- Nikolaus Hummel (1924–2006), Bischof der Altkatholischen Kirche Österreichs
- Herbert Prikopa (1935–2015), Kammersänger, Kabarettist, Fernsehmoderator (wohnte in Pressbaum)
- Else Ludwig (* 1937), Kammerschauspielerin
- Frank Hoffmann (1938–2022), Kammerschauspieler und Fernsehmoderator
- Horst Kullnigg (1941–2022[26]), Gründer des ASV Pressbaum, Präsident des Österreichischen Badmintonverbandes (1980–1992)
- Wilfried Scheutz (1950–2017), Vertreter des Austropop
- Georg Riha (* 1951), Regisseur und Photograph
- Wolfgang Ambros (* 1952), Liedermacher
- Karl Berger (* 1953), Karikaturist
- Herbert Lippert (* 1957), Kammersänger (wohnt in Pressbaum)
- Franz Stocher (* 1969), Radrennfahrer
- Michael Hatz (* 1970), Fußballspieler